# Greatest Hits (musikalbum av Five)
Greatest Hits är ett musikalbum av Five, utgivet den 19 november 2001.

## Låtförteckning
1. "We Will Rock You" (Radio Edit)
2. "Keep On Movin'"
3. "If Ya Gettin' Down"
4. "Everybody Get Up"
5. "Let's Dance" (Radio Edit)
6. "Rock The Party"
7. "Got The Feelin'"
8. "When the Lights Go Out"
9. "Closer To Me"
10. "Until The Time Is Through"
11. "Don't Wanna Let You Go"
12. "Slam Dunk (Da Funk)"
13. "It's The Things You Do"
14. "When I Remember When"
15. "Inspector Gadget"
16. "Set Me Free"
17. "Keep On Movin'" (World Cup 2002 Mix)
18. "Five Megamix"